# Internet en Moldavie
L’internet en Moldavie est l'un des plus rapides  et des moins chers au monde. Le pays se classe au 3e rang mondial en termes de couverture gigabit, avec environ 90 % de la population ayant la possibilité de souscrire à un forfait gigabit. L'infrastructure globale est bien développée, ce qui permet à de nombreux utilisateurs de bénéficier de services de bonne qualité dans tout le pays. Cependant, malgré des vitesses élevées et des prix bas, le niveau de pénétration est assez faible par rapport à de nombreux pays de l'UE ou de la CEI . En 2018, 49% des foyers moldaves avaient un accès haut débit. En 2015, il y avait 80 fournisseurs d'accès Internet (FAI) la majorité étant locaux ou régionaux, seuls quelques-uns offrant leurs services dans tout le pays. Moldtelecom (en) et StarNet sont les principaux fournisseurs du pays, se partageant environ 88 % du marché. Les 12% restants sont partagés entre d'autres FAI comme Sun Communications (ro), Arax Communications et d'autres. Presque tous les FAI qui offrent leurs services à travers le pays ont leur siège social situé dans la capitale Chişinău .
Moldtelecom est le seul FAI qui offre ses services dans tout le pays à grande échelle, StarNet suit en offrant ses services dans plusieurs grandes villes et centres régionaux. D'autres FAI sont limités à leur ville ou leur région.
Depuis 2008, tous les opérateurs proposent un accès Internet 3G HSDPA dans tout le pays. Alors que Moldtelecom et StarNet sont des acteurs majeurs sur le marché de l'« accès Internet filaire », Orange Moldova et Moldcell sont des acteurs majeurs sur le marché de l'« accès Internet mobile ».

## Cadres juridiques et réglementaires
Afin de répondre aux exigences de l'OMC et de l'adhésion à l'UE, le marché des télécommunications a été libéralisé et aucun droit exclusif ne subsiste. Moldtelecom, l'opérateur de télécommunications historique, a baissé ses tarifs, permettant à d'autres fournisseurs d'entrer sur le marché. Cependant, les faibles taux de pénétration des ordinateurs et la politique gouvernementale incohérente restent des obstacles majeurs à la croissance d'Internet.
L'État s'est officiellement engagé à développer la Moldavie en tant que société de l'information, bien que nombre de ses politiques sapent cet objectif. Moldtelecom, qui est également le principal fournisseur d'accès Internet national, reste sous contrôle de l'État malgré des critiques à grande échelle et quatre tentatives de privatisation infructueuses. Moldtelecom contrôle également Unite, l'un des quatre opérateurs mobiles créés en 2007. À l'heure actuelle, les FAI sont obligés de louer l'accès à partir de l'infrastructure bien développée de Moldtelecom, une nécessité qui augmente leurs coûts et diminue leur compétitivité. Moldtelecom fournit l'Offre d'Interconnexion de Référence non discriminatoire, la dernière version ayant été approuvée par le régulateur après beaucoup de retard en décembre 2007. Même si certains accords d'interconnexion sont désormais conclus entre l'opérateur historique et les opérateurs IP et de transmission de données, certains nouveaux entrants se sont plaints d'un accès insuffisant au réseau de Moldtelecom entraînant une utilisation inefficace de l'infrastructure. En avril 2009, le régulateur moldave a introduit de nouvelles lignes directrices sur les tarifs d'interconnexion. Le règlement aborde les questions d'obligations imposées aux opérateurs, en mettant l'accent sur la transparence et des positions non discriminatoires envers les concurrents. Reste à voir concrètement comment la nouvelle directive sera appliquée par Moldtelecom.
Le ministère du Développement de l'information est le principal décideur politique dans le domaine de l'information et des communications et rédigeait la nouvelle stratégie politique 2009-2011. L'objectif du ministère est de mettre en œuvre la stratégie et le programme nationaux sur l'établissement de l' e-Moldavie.
La principale loi régissant Internet est la loi de 2007 sur les communications électroniques. La loi a créé l'Agence nationale pour la réglementation des télécommunications et de l'information (NATIR) en tant qu'organisme de réglementation des télécommunications en Moldavie. Cette loi donne mandat au gouvernement d'harmoniser la législation nationale avec les normes européennes. La loi vise à donner à la NATIR une pleine autonomie sur le secteur et remplace le régime d'autorisation. Les fournisseurs de services Internet peuvent désormais commencer à fonctionner immédiatement après avoir informé la NATIR.

## Technologies d'accès et FAI

### Moldavie
xDSL
- Moldtelecom est la société nationale de télécommunications et le principal fournisseur xDSL du comté. C'est le seul FAI qui offre ses services dans tout le pays. Les frais diffèrent selon l'endroit où se trouve l'abonné - les abonnés situés dans les villes et les centres régionaux auront une connexion plus rapide et paieront moins que ceux qui vivent dans les petites villes et les zones rurales.

Câble
- SunCommunications (propriété d'Orange) est le seul FAI en Moldavie à proposer une connexion Internet par câble. Le service est disponible dans la ville de Chişinău, Bălţi et Cahul.

FTTx
- StarNet est le pionnier de cette technologie en Moldavie. C'était le premier FAI qui a commencé à offrir une connexion Internet via un câble à fibre optique. Le service est disponible dans toutes les grandes villes.
- Moldtelecom a commencé à offrir une connexion Internet via FTTx en 2008. Le service est disponible dans toutes les grandes villes.
- ARAX est la première entreprise en Moldavie à proposer le triple play (accès Internet haut débit, téléphonie fixe et télévision numérique) via son propre réseau de fibre optique. Le service est disponible uniquement à Chişinău.

Dial-up
- L'accès commuté est disponible dans tout le pays et est fourni par Moldtelecom[8].

Wifi
- Orange possède le plus grand réseau Wi-Fi métropolitain du pays. La zone de couverture comprend les zones de transport en commun et les arrêts de bus dans de nombreuses grandes villes. L'accès au réseau est réservé aux seuls abonnés Orange[9].
- StarNet possède le deuxième plus grand réseau Wi-Fi métropolitain du pays. La zone de couverture comprend la plupart des rues centrales et des quartiers résidentiels de Chişinău ainsi que des parcs et d'autres lieux publics et récréatifs. La société offre un accès payant et gratuit à son réseau, l'accès gratuit a des limitations de durée d'utilisation[10].

Outre StarNet et Orange, il existe de nombreux autres réseaux locaux Wi-Fi gratuits hébergés par des cafés, des magasins et des restaurants fast-food. Une connexion Wi-Fi municipale gratuite est également disponible dans les trolleybus.
Mobile
- Orange est le plus grand opérateur mobile du pays. La société propose un accès Internet mobile via les réseaux 3G / HSPA et LTE avec des vitesses de téléchargement allant jusqu'à 42 Mbit/s pour le HSDPA et 300 Mbit/s pour le LTE[12]. La zone de couverture comprend la majeure partie du pays avec HSDPA, la couverture LTE est limitée aux grandes villes[13].
- Moldcell est le deuxième opérateur mobile du pays. La société propose un accès Internet mobile via les réseaux 3G/HSPA et LTE avec des vitesses de téléchargement allant jusqu'à 42 Mbit/s pour le HSDPA et 150 Mbit/s pour le LTE[14]. La zone de couverture comprend la majeure partie du pays avec HSDPA, la couverture LTE est limitée aux grandes villes[15],[16].
- Unité (détenue par Moldtelecom) est le troisième opérateur mobile du pays. La société propose un accès Internet mobile via les réseaux 3G/HSPA et LTE avec des vitesses de téléchargement allant jusqu'à 42 Mbit/s pour le HSDPA et 175 Mbit/s pour le LTE[17]. La zone de couverture comprend la majeure partie du pays avec HSDPA, la couverture LTE est limitée à Chişinău et Bălţi[18],[19].

### FAI par catégorie
| Fournisseur          | xDSL | Câble | FTTx | Mobile | Vitesse de connexion (maximum) | Vitesse de connexion (maximum) |
| Fournisseur          | xDSL | Câble | FTTx | Mobile | Télécharger                    | Télécharger                    |
| -------------------- | ---- | ----- | ---- | ------ | ------------------------------ | ------------------------------ |
| Moldtelecom          | +    | -     | +    | -      | 1 Gbit/s                       | 1 Gbit/s                       |
| SoleilCommunications | -    | +     | -    | -      | 300Mbit/s                      | 300Mbit/s                      |
| Unir                 | -    | -     | -    | + LTE  | < 175 Mbit/s                   | < 75Mbit/s                     |
| StarNet              | -    | -     | +    | -      | 150Mbit/s                      | 150Mbit/s                      |
| Orange               | -    | -     | +    | + LTE  | < 150Mbit/s                    | < 75Mbit/s                     |
| Moldcell             | -    | -     | -    | + LTE  | < 150Mbit/s                    | < 75Mbit/s                     |
| Arax                 | +    | -     | +    | -      | 100Mbit/s                      | 100Mbit/s                      |
| IDC (OK)             | +    | -     | +    | -      | 100Mbit/s                      | 100Mbit/s                      |
| IDC (Gepard)         | -    | -     | -    | + LTE  | < 100Mbit/s                    | < 50Mbit/s                     |

Le « téléchargement/téléchargement maximal » signifie la vitesse DL/UL externe maximale pour le forfait le plus cher disponible pour les abonnés à domicile.

## Statistiques
À la fin de 2015, il y avait 534 400 abonnés haut débit filaire et 298 400 abonnés mobiles, la plupart originaires de Chiinşu,. En 2004, il y avait 183 cybercafés enregistrés à Chişinău seulement, mais comme les ordinateurs personnels et l'accès à Internet sont devenus beaucoup moins chers au fil des ans, le nombre de cybercafés enregistrés a considérablement diminué au point qu'il serait très difficile d'en trouver un maintenant. Depuis 2010, de nombreux fournisseurs ont commencé à proposer des forfaits 100Mbit/s illimités, le prix moyen d'un forfait 100Mbit/s est d'environ 200 MDL ou 9 €. En 2015, il y avait 80 FAI enregistrés dans le pays. La vitesse de téléchargement moyenne dans tout le pays est estimée à environ 40 Mbit/s selon Ookla Net Metrics .Le tableau ci-dessous indique le nombre d' abonnés à large bande et le niveau de pénétration par 100 pouces. en Moldavie (hors Transnistrie). Les données statistiques sont fournies par l' UIT et l' ANRCETI  .
| An   | Abonnements haut débit | Pénétration à large bande | Abonnements mobiles | Réseau mobile  | Les internautes |
| ---- | ---------------------- | ------------------------- | ------------------- | -------------- | --------------- |
| 2005 | ~10 395                | 0,28%                     | pas de données      | pas de données | 14,63%          |
| 2010 | ~269 100               | 7,53%                     | pas de données      | pas de données | 32,30 %         |
| 2011 | ~355 100               | 10,02%                    | pas de données      | pas de données | 38,00%          |
| 2012 | ~417 200               | 11,72 %                   | ~178 500            | 5,00%          | 43,37 %         |
| 2013 | ~467,000               | 13,12%                    | ~244,600            | 6,90%          | 48,80%          |
| 2014 | ~509.200               | 14,30 %                   | ~279 500            | 7,90%          | pas de données  |
| 2015 | ~534.400               | 15,00%                    | ~298 400            | 8,40 %         | pas de données  |
| 2016 | ~557.400               | 15.70%                    | ~303 900            | 8,60 %         | pas de données  |
| 2017 | ~584.300               | 16,50%                    | ~314 200            | 8,80 %         | pas de données  |

* Les données statistiques peuvent changer à mesure que de nouvelles données deviennent disponibles !

### Internet moldave en graphiques

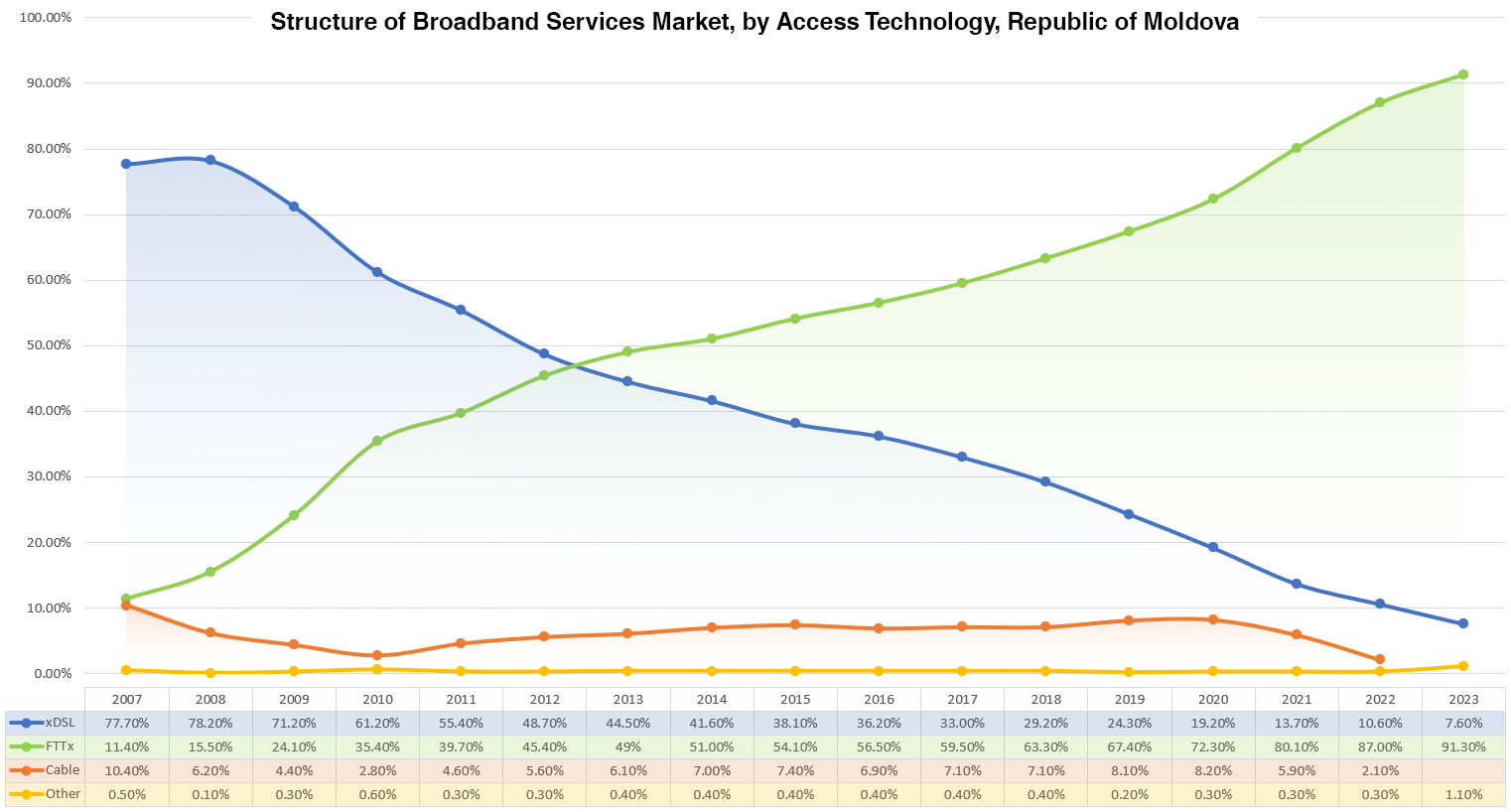
Structure du marché des services haut débit, par technologie d'accès.
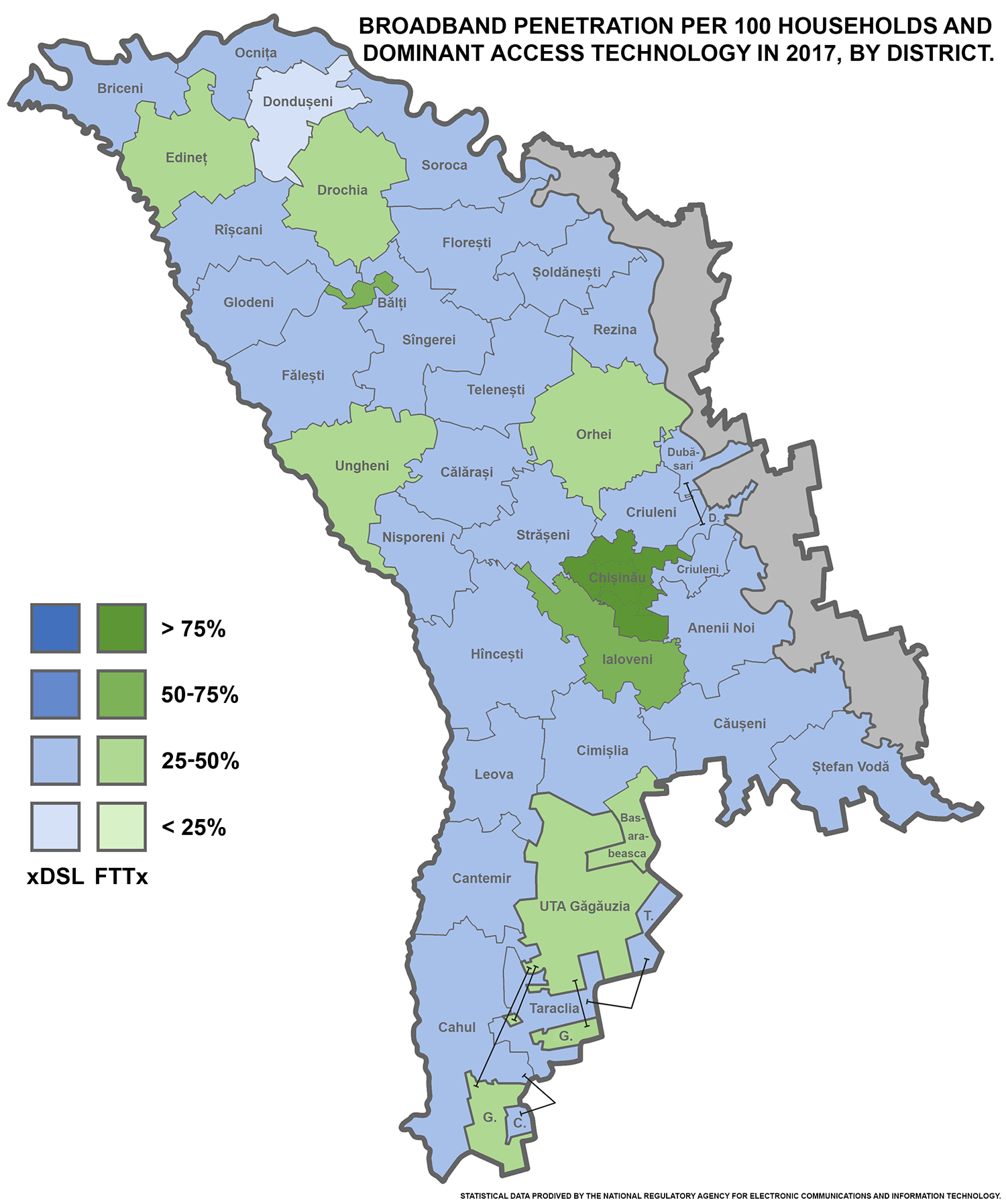
Pénétration du haut débit pour 100 ménages et technologie d'accès dominante, par district.
Attribution de l'espace d'adressage IPv4 en Moldavie.
Allocation d'espace d'adressage IPv6 en Moldavie.

## Histoire
- 1991 – Enregistrement du domaine moldova.su
- 1992 - "Relsoft" - le premier FAI en Moldavie est né.
- 1994 – Enregistrement du domaine .md .
- 1995 – Les premiers FAI "CRI" et "Relsoft Communications" commencent à offrir un accès Internet en ligne.
- 1996 - La première liaison satellite reliant les universités locales est établie, avec l'aide de la Fondation Soros. La première ligne FTTx entre Chişinău et Bucarest est construite.
- 1998 - L'association DNT étend le réseau existant créé par la Fondation Soros pour fournir un accès Internet aux écoles et universités. Moldtelecom commence à offrir des services ISP. L'aile commerciale de DNT est enregistrée sous la marque Globnet.
- 1999 - Arax commence à offrir des services ISP.
- 2001 - Le 1er avril, Moldtelecom commence à offrir des services commutés[25].
- 2002 - Globnet commence à offrir des services ADSL. Le nombre d'internautes en Moldavie atteint 100 000.
- 2003 - StarNet est né[26]. Redélégation du domaine de premier niveau .md[27]
- 2004 - Le 1er novembre, Moldtelecom commence à offrir des services ADSL sous la marque "MaxDSL"[28]. SunCommunications commence à offrir des services Internet par câble sous la marque "SunInternet".
- 2005 - Le nombre d'internautes en Moldavie atteint 500 000.
- 2006 - StarNet commence la construction de son propre réseau FTTx à Chisinau.
- 2007 - Interdnestrcom commence à offrir des services ADSL sous la marque "OK". StarNet commence à offrir des services FTTx. ARAX commence à proposer des services FTTx sous la marque "SETI"[29].
- 2008 - Le 16 avril, Moldtelecom commence à offrir des services FTTx sous la marque "MaxFiber"[30]. Moldcell et Orange lancent leurs réseaux 3G[31],[32].
- 2009 - Le nombre d'internautes en Moldavie atteint 1 000 000.
- 2010 - Le 1er avril, Unité de Moldtelecom lance son propre réseau 3G[33]. Premier test LTE par Orange en juillet[34]. Le 1er décembre, StarNet devient le premier FAI en Moldavie à introduire un forfait 100/100Mbit entièrement illimité. Le 10 décembre, Interdnestrcom interrompt officiellement la prise en charge de l'accès commuté[35].
- 2011 - Le 25 mars, Arax lance son propre forfait 100/100Mbit illimité. Le 1er avril, Moldtelecom introduit son propre forfait illimité 100/100Mbit, devenant ainsi le 4ème FAI à le faire après StarNet, NordLinks et Arax. Interdnestrcom commence à offrir des services FTTx.
- 2012 - Le 5 mars, Moldtelecom devient le premier FAI en Moldavie à proposer des débits supérieurs à 100 Mbit[36]. Le 21 avril, Interdnestrcom devient le premier opérateur du pays à lancer un réseau LTE commercial[37]. Le 20 novembre, Orange est devenu le deuxième opérateur du pays et le premier en Moldavie officielle à lancer avec succès un réseau LTE commercial[38]. Le 24 décembre, Moldcell est devenu le troisième opérateur du pays à lancer avec succès un réseau LTE commercial[39].
- 2013 - Le 1er avril, Unité a lancé avec succès son propre réseau HSPA+[40]. FTTx devient la technologie d'accès Internet dominante dans le pays.
- 2014 - Moldtelecom devient le premier FAI du pays à proposer des débits gigabit[41].
- 2015 - Le 22 octobre, Unité est devenu le dernier opérateur à lancer un réseau LTE commercial[42].
- 2016 - Le 19 octobre, Orange Moldova a acquis 100 % du capital de SunCommunications pour un montant non divulgué après approbation du Conseil National de la Concurrence[43],[44],[45].